# Acton (Shropshire)
Acton – wieś w Anglii, w hrabstwie Shropshire. Leży 35 km na południowy zachód od miasta Shrewsbury i 224 km na północny zachód od Londynu.